# Episodi di Avventure in paradiso (seconda stagione)
La seconda stagione della serie televisiva Avventure in paradiso (Adventures in Paradise) è andata in onda negli Stati Uniti dal 3 ottobre 1960 al 19 giugno 1961 sulla ABC.
| nº | Titolo originale          | Prima TV USA     | Titolo italiano | Prima TV Italia |
| -- | ------------------------- | ---------------- | --------------- | --------------- |
| 1  | Open for Diving           | 3 ottobre 1960   |                 |                 |
| 2  | The Intruders             | 10 ottobre 1960  |                 |                 |
| 3  | Once Around the Circuit   | 17 ottobre 1960  |                 |                 |
| 4  | Away from It All          | 24 ottobre 1960  |                 |                 |
| 5  | The Krishmen              | 31 ottobre 1960  |                 |                 |
| 6  | A Whale of a Tale         | 7 novembre 1960  |                 |                 |
| 7  | Hangman's Island          | 21 novembre 1960 |                 |                 |
| 8  | One Little Pearl          | 28 novembre 1960 |                 |                 |
| 9  | The Big Surf              | 5 dicembre 1960  |                 |                 |
| 10 | Daughter of Illusion      | 12 dicembre 1960 |                 |                 |
| 11 | Sink or Swim              | 19 dicembre 1960 |                 |                 |
| 12 | Incident in Suva          | 26 dicembre 1960 |                 |                 |
| 13 | Treasure Hunt             | 9 gennaio 1961   |                 |                 |
| 14 | The Perils of Penrose     | 16 gennaio 1961  |                 |                 |
| 15 | Mr. Flotsam               | 23 gennaio 1961  |                 |                 |
| 16 | The Good Killing          | 30 gennaio 1961  |                 |                 |
| 17 | Man Eater                 | 6 febbraio 1961  |                 |                 |
| 18 | Act of Piracy             | 13 febbraio 1961 |                 |                 |
| 19 | Captain Butcher           | 20 febbraio 1961 |                 |                 |
| 20 | The Feather Cloak         | 27 febbraio 1961 |                 |                 |
| 21 | Angel of Death            | 6 marzo 1961     |                 |                 |
| 22 | Who Is Sylvia?            | 13 marzo 1961    |                 |                 |
| 23 | The Wonderful Nightingale | 27 marzo 1961    |                 |                 |
| 24 | The Jonah Stone           | 3 aprile 1961    |                 |                 |
| 25 | A Touch of Genius         | 10 aprile 1961   |                 |                 |
| 26 | The Serpent in the Garden | 17 aprile 1961   |                 |                 |
| 27 | A Penny a Day             | 24 aprile 1961   |                 |                 |
| 28 | Adam San                  | 1º maggio 1961   |                 |                 |
| 29 | Wild Mangoes              | 8 maggio 1961    |                 |                 |
| 30 | Hill of Ghosts            | 15 maggio 1961   |                 |                 |
| 31 | Flamin' Lady              | 22 maggio 1961   |                 |                 |
| 32 | Errand of Mercy           | 29 maggio 1961   |                 |                 |
| 33 | Command at Sea            | 5 giugno 1961    |                 |                 |
| 34 | Beach Head                | 12 giugno 1961   |                 |                 |
| 35 | Nightmare in the Sun      | 19 giugno 1961   |                 |                 |

## Open for Diving
- Prima televisiva: 3 ottobre 1960
- Diretto da: Felix Feist
- Scritto da: Ben Masselink

### Trama
- Guest star: Julie Newmar (Venus), Vito Scotti (Fou Fou), Ken Renard (Maru), Victor Lundin (Califo), Hari Rhodes (Timi), Carmen Austin (Hinano)

## The Intruders
- Prima televisiva: 10 ottobre 1960
- Diretto da: Boris Sagal
- Scritto da: John Kneubuhl

### Trama
- Guest star: Aliza Gur (Tiare), Albert Carrier (Pierre), Cecil Kellaway (Martin Wormer), Elsa Lanchester (Miss Crashaw), Santy Josol (Loa), Marcel Hillaire (Fresnay)

## Once Around the Circuit
- Prima televisiva: 17 ottobre 1960
- Diretto da: Felix Feist
- Scritto da: Fred Freiberger

### Trama
- Guest star: Peggy Ann Garner (Deborah Baxter), Mike Kellin (Mickey Hogan), Howard Caine (Batu), Lew Gallo (Pete Hanlon), Peter Gordon (Gregory)

## Away from It All
- Prima televisiva: 24 ottobre 1960
- Diretto da: Justus Addiss
- Scritto da: William Froug

### Trama
- Guest star: Maxine Stuart (Harriet Flanders), Henry Jones (professore Flanders), Barbara Luna (Tapou), Betty Garde (Queen Atea)

## The Krishmen
- Prima televisiva: 31 ottobre 1960
- Diretto da: Justus Addiss
- Scritto da: George Worthing Yates

### Trama
- Guest star: Whitney Blake (Carol Olafson), Malcolm Atterbury (Lars Olafson), Agnes Moorehead (Jikari)

## A Whale of a Tale
- Prima televisiva: 7 novembre 1960
- Diretto da: Felix Feist
- Scritto da: Gene Levitt

### Trama
- Guest star: Rhys Williams (Ogden), Juliet Prowse (Simone), Cal Bolder (Bruce)

## Hangman's Island
- Prima televisiva: 21 novembre 1960
- Diretto da: Boris Sagal
- Scritto da: Richard Alan Simmons

### Trama
- Guest star: Cyril Delevanti (Sullivan), Antoinette Bower (Sarah), Peter Whitney (Bosun), Terence de Marney (Kernahan), Brian Roper (Potter), Carroll O'Connor (figlio di Henry Gresham), Donald Lawton (dottor Lawton), Roy Jenson (guardia), Betty Harford (Anna)

## One Little Pearl
- Prima televisiva: 28 novembre 1960
- Diretto da: Robert Florey
- Scritto da: William Froug

### Trama
- Guest star: France Nuyen (Pele LeClerc), Philip Ahn (Ling Wan), Jay Novello (Willoughby), Richard Hale (Gaston)

## The Big Surf
- Prima televisiva: 5 dicembre 1960
- Diretto da: Joseph Lejtes
- Scritto da: Frank Chase

### Trama
- Guest star: Pilar Seurat (Midge), Robert Sampson (Johnny Kino), Betsy von Furstenberg (Dani Baxter)

## Daughter of Illusion
- Prima televisiva: 12 dicembre 1960
- Diretto da: Felix Feist
- Scritto da: George McGreevey

### Trama
- Guest star: Alan Napier (Alex the Great), Barbara Steele (Dolores)

## Sink or Swim
- Prima televisiva: 19 dicembre 1960
- Diretto da: Bud Townsend
- Scritto da: William Froug

### Trama
- Guest star: Constance Towers (Laura), Jody Warner (Mary Ann), John Dehner (Gilbert), Barbara Stuart (Gail), Danielle De Metz (Dani)

## Incident in Suva
- Prima televisiva: 26 dicembre 1960
- Diretto da: Felix Feist
- Scritto da: George McGreevey

### Trama
- Guest star: Abraham Sofaer (Geoffrey Dunne), Joanna Barnes (Diane Winthrope), Aki Aleong (Hopu), Marjorie Bennett (Agnes Higgins)

## Treasure Hunt
- Prima televisiva: 9 gennaio 1961
- Diretto da: Robert Florey
- Scritto da: Michael Pertwee

### Trama
- Guest star: Cesare Danova (padre Juan Perez), Chana Eden (Maria Del Toro), Mark Bailey (ufficiale)

## The Perils of Penrose
- Prima televisiva: 16 gennaio 1961
- Diretto da: Boris Sagal
- Scritto da: John Kneubuhl

### Trama
- Guest star: Murray Matheson (High Priest), Jamel Frazier (Chief), Naaman Brown (Chief)

## Mr. Flotsam
- Prima televisiva: 23 gennaio 1961
- Diretto da: Felix Feist
- Scritto da: Gene Levitt

### Trama
- Guest star: Iris Bristol (Judy Hobart), Martin Landau (dottor Miller), Lurene Tuttle (Penelope), Lew Gallo (Bremmer), Reginald Gardiner (Chester Hobart), Bruce Gordon (Stevens), Tony Haig (David Hobart)

## The Good Killing
- Prima televisiva: 30 gennaio 1961
- Diretto da: John Peyser
- Scritto da: John Kneubuhl

### Trama
- Guest star: Al Freeman, Jr. (Para), Rafael Campos (Tu), Juano Hernández (Chief Manu), John van Dreelen (Caret)

## Man Eater
- Prima televisiva: 6 febbraio 1961
- Diretto da: Felix Feist
- Scritto da: Michael Pertwee

### Trama
- Guest star: Kent Smith (Michael Legrange), Bethel Leslie (Carol Legrange), John Fiedler (Groper), Michael Pate (Andre Villard)

## Act of Piracy
- Prima televisiva: 13 febbraio 1961
- Diretto da: Tom Gries
- Scritto da: Cyril Hume

### Trama
- Guest star: Marcel Dalio (Maurice), Peter Whitney (Wilbur Paddock), Joanne Linville (Christine), Steven Hill (Langard)

## Captain Butcher
- Prima televisiva: 20 febbraio 1961
- Diretto da: Felix Feist

### Trama
- Guest star: Peter Chong (Fong), Alan Hale, Jr. (capitano Arthur Butcher), John Anderson (Benson), Fay Spain (Julie), Paul Comi (Stewart)

## The Feather Cloak
- Prima televisiva: 27 febbraio 1961
- Diretto da: Charles Haas
- Scritto da: Fred Freiberger

### Trama
- Guest star: John Considine (Tapoa), Phillip Pine (Robert Dawson), George MacReady (Christopher Weldon), Pippa Scott (Amanda Dawson)

## Angel of Death
- Prima televisiva: 6 marzo 1961
- Diretto da: Robert Florey
- Scritto da: William Froug

### Trama
- Guest star: Inger Stevens (Britta Sjostrom), Paul Langton (Stan Sandholm), Michael Forest (John Thompson), Henry Brandon (Kahuna)

## Who Is Sylvia?
- Prima televisiva: 13 marzo 1961
- Diretto da: Felix Feist
- Scritto da: Max Lamb

### Trama
- Guest star: Douglas Dick (Blake), Jeanette Nolan (Maggie), Geraldine Brooks (Sylvia Ashcroft), Chana Eden (Shasme Hasmar)

## The Wonderful Nightingale
- Prima televisiva: 27 marzo 1961
- Diretto da: Tom Gries
- Scritto da: John Tucker Battle

### Trama
- Guest star: Michael O'shea (Ding Dong Kinsella), Nobu McCarthy (Otome Kojima), Yuki Shimoda (Kenko Yoshimura), Miiko Taka (Renge Yoshikawa)

## The Jonah Stone
- Prima televisiva: 3 aprile 1961
- Diretto da: Gilbert Kay
- Scritto da: Jay Simms

### Trama
- Guest star: John Alderson (Polsson), Chuck Courtney (Mace), Hans Conried (dottor Mood), J. Pat O'Malley (Llewellyn), Robert J. Wilke (Riker), Gloria DeHaven (Liana McIntosh)

## A Touch of Genius
- Prima televisiva: 10 aprile 1961
- Diretto da: Boris Sagal
- Scritto da: John Kneubuhl

### Trama
- Guest star: Warren Stevens (Anders), Cecil Kellaway (Charlie Bassett), Jessie Royce Landis (Madame Vachet), John Abbott (Murdock)

## The Serpent in the Garden
- Prima televisiva: 17 aprile 1961
- Diretto da: Felix Feist
- Scritto da: Juarez Roberts

### Trama
- Guest star: Ken Renard (Mali), Marilyn Maxwell (Virgie Shackleford), Tudor Owen (colonnello Beaufort), Arthur Malet (marinaio), Morgan Roberts (Kimo), Alan Hale, Jr. (capitano Arthur Butcher), Naaman Brown (Outcast)

## A Penny a Day
- Prima televisiva: 24 aprile 1961
- Diretto da: Robert Florey
- Scritto da: Fred Freiberger

### Trama
- Guest star: David Frankham (Tony Kelloway), Estelle Winwood (Lolita Meigs), Milton Parsons (Nasonby), Tom Conway (Bartlett), Thomas Mitchell (Hubert Willis), Pat O'Hara (guardia), Reginald Denny (Winston Harrow), Fintan Meyler (Sybil Willis)

## Adam San
- Prima televisiva: 1º maggio 1961
- Diretto da: Felix Feist
- Scritto da: Gene Levitt

### Trama
- Guest star: Dan O'Herlihy (Seth Wilkerson), Bruce Gordon (Red Munce), Michi Kobi (Michiko), Vladimir Sokoloff (Sada)

## Wild Mangoes
- Prima televisiva: 8 maggio 1961
- Diretto da: Alvin Ganzer
- Scritto da: William Froug

### Trama
- Guest star: Simon Oakland (Red Mulligan), Jeanne Cooper (Ellen Begley), Lisa Gaye (Ginny), Tige Andrews (Jay Jay Jenkins), Conte Condoli (Bill Begley), Shelly Manne (Mike Quillan), Richie Kamuka (Moody Simmons), Joan O'Brien (Lila Simmons)

## Hill of Ghosts
- Prima televisiva: 15 maggio 1961
- Diretto da: Robert Florey
- Scritto da: DeVallon Scott

### Trama
- Guest star: James Barton (Rocky), Skip Ward (Yank), John Hoyt (Sebastian), Susan Oliver (Maggie Thornhill)

## Flamin' Lady
- Prima televisiva: 22 maggio 1961
- Diretto da: Justus Addiss
- Scritto da: John Tucker Battle

### Trama
- Guest star: Patricia Cutts (Jeannie), Vaughn Taylor (Lamb), Harvey Korman (Merchant), Cathleen Nesbitt (Angelica), John Alderson (Darcy)

## Errand of Mercy
- Prima televisiva: 29 maggio 1961
- Diretto da: Felix Feist
- Scritto da: Robert Mintz, Allan Balter

### Trama
- Guest star: Skip Homeier (Ryan), Dabbs Greer (reverendo Forbes), Alan Caillou (Bates), Parley Baer (Penner Bell), Jacqueline Scott (Bette Forbes), Jan Sterling (Topaz Harmony), Tony Terry (Kane)

## Command at Sea
- Prima televisiva: 5 giugno 1961
- Diretto da: Stuart Rosenberg
- Scritto da: William Froug

### Trama
- Guest star: Michael David (Bert Elston), Antoinette Bower (Vicki), Philip Ahn (reverendo Yen), Míriam Colón (Rea), Raymond Massey (William Brooks), John McLiam (Percy)

## Beach Head
- Prima televisiva: 12 giugno 1961
- Diretto da: Felix Feist
- Scritto da: Irwin Winehouse, A. Sanford Wolf

### Trama
- Guest star: Marcel Hillaire (Bouchard), Paul Mantee (Ori), Torin Thatcher (Michael Cameron), Glynis Johns (Esther Holmes), Anna Navarro (Tina)

## Nightmare in the Sun
- Prima televisiva: 19 giugno 1961
- Diretto da: Sutton Roley
- Scritto da: Donn Mullally

### Trama
- Guest star: Barbara Bain (Marta), Tony Terry (Kona), Charles Aidman (Stan Willets), Noah Beery Jr. (Jon Peterson), Anthony Scott (Muano), Bethel Leslie (Barbara Lyons)